# Lubomír Štrougal
Lubomír Štrougal (19. října 1924 Mezimostí nad Nežárkou – 6. února 2023) byl komunistický politik, ministr zemědělství a ministr vnitra a pozdější československý premiér v letech 1970–1988.

## Životopis
Lubomír Štrougal pocházel z levicově orientované rodiny. Jeho otec, zaměstnanec cementárny, zakládal organizaci Komunistické strany Československa (KSČ) ve Veselí nad Lužnicí,[zdroj?] během druhé světové války byl vězněn za odbojovou činnost a zahynul při bombardování berlínské věznice Plötzensee.
Po válce absolvoval Lubomír Štrougal Právnickou fakultu Univerzity Karlovy, kde získal akademický titul JUDr.
Již od roku 1948 pracoval v krajském vedení KSČ v Českých Budějovicích, od roku 1957 jako vedoucí tajemník Krajského výboru KSČ pro Českobudějovický kraj. V roce 1958 byl zvolen do Ústředního výboru KSČ (ÚV KSČ).
V období od 6. března 1959 do 23. června 1961 působil jako ministr zemědělství v československé vládě, důležitější však byla doba od 23. června 1961 do 23. dubna 1965 ve funkci ministra vnitra. V komunistickém režimu se jednalo o klíčové ministerstvo; předpokládá se,[kdo?] že tam Lubomír Štrougal získal důležité kontakty v bezpečnostních složkách, které mu pomohly v další kariéře.[zdroj?]
Ve funkci ministra vnitra se mj. účastnil zatčení svého předchůdce Rudolfa Baráka přímo prezidentem Antonínem Novotným (ten se u Štrougala ujistil, zda může R. Baráka sám zatknout).[zdroj?]
Byl dopředu seznámen s akcí Neptun, inscenovaným „nálezem“ nacistických dokumentů v Černém jezeře na Šumavě roku 1964. Na tiskové konferenci odhalil novinářům podvržené listiny, které měly odhalovat písemnosti nacistických bezpečnostních složek a seznamy agentů.
V roce 1952 se Štrougal oženil s Věrou roz. Novákovou, spolu měli dceru Evu a syna Lubomíra. V roce 1992 se rozvedli, jeho novou manželkou se stala Miluše, se kterou se seznámil na úřadu vlády. Jeho zetěm je publicista a podnikatel Jiří Janoušek. 

### Působení během okupace 1968
Po sovětské okupaci v roce 1968 řídil jako místopředseda (od března 1968) vládu v době, kterou premiér Oldřich Černík trávil nedobrovolně na jednáních se sovětským vedením v Moskvě. Štrougal odmítl pozici v kolaborantské Dělnicko-rolnické vládě, kterou se snažil sestavit Alois Indra – kabinet pod jeho vedením se naopak alespoň slovně profiloval jako odpůrce okupace.
Po příchodu Gustáva Husáka do čela KSČ Štrougal obrátil, přijal post v Husákově novém prosovětském vedení a stal se jedním z hlavních představitelů politiky normalizace v následujících 20 letech.

### Období normalizace
Byl 20 let (1968–1988) členem nejužšího vedení KSČ a 18 let (28. ledna 1970 až 11. října 1988) předsedou federální československé vlády.
Vedle Gustáva Husáka se stal nejznámější tváří spojenou s normalizací ve všech jejích aspektech nesvobody, cenzury, každodenního nátlaku na oponenty a v osmdesátých letech také stále patrnější ekonomické stagnace. V tomto období také vznikla fáma, že má mimomanželský poměr s Helenou Vondráčkovou.
V dubnu 1981 obdržel medaili Za upevnění bojové družby, kterou mu propůjčil Nejvyšší sovět SSSR v souvislosti s 25. výročím Varšavské smlouvy.
Po nástupu Michaila Gorbačova k moci v SSSR v roce 1985 stál Lubomír Štrougal na straně reforem a přestavby (perestrojky). Jeho křídlo ale vnitrostranický boj prohrálo. Ze sovětské perestrojky se stala v Československu fraška existující pouze v projevech komunistických funkcionářů[zdroj?] a Štrougal byl nucen v roce 1988 opustit funkci předsedy vlády a následně i předsednictvo ÚV KSČ.

### Konec politické kariéry
Po listopadových událostech roku 1989 kandidoval na pozici generálního tajemníka KSČ, ale neuspěl. Sám tvrdí, že jej jeho příznivci do funkce navrhli, on však tuto kandidaturu odmítl s tím, že bude-li zvolen, funkci odmítne. 10. prosince 1989 rezignoval na mandát poslance Federálního shromáždění a na členství v ÚV KSČ, čímž zmizel z veřejného života; počátkem roku 1990 byl vyloučen z KSČ.
Během 90. let byl neúspěšně obviněn z trestných činů v souvislosti se svým působením ve funkci předsedy vlády. Žil v ústraní na samotě na Jizerce.
Ze zvlášť nebezpečného zneužití pravomoci úřední osoby byl Štrougal znova obviněn na sklonku roku 2019. Trestného činu se měl dopustit před rokem 1989, kdy jako vrcholný představitel státu toleroval střelbu na československých státních hranicích, kdy prchající byli pohraničníky zastřeleni nebo roztrháni psy. V květnu 2021 bylo však Městským státním zastupitelstvím v Praze rozhodnuto, že jako člověk stižený duševní poruchou nemůže být trestně stíhán. V zastavení stíhání se nicméně konstatuje jako nepochybné, že se skutek stal, je trestným činem a spáchal ho obviněný. Dne 3. prosince 2021 rozhodl Ústavní soud České republiky o obnovení trestního stíhání z důvodu podjatosti soudních znalců.
Zemřel 6. února 2023 ve věku 98 let. Je čestným občanem Veselí nad Lužnicí.

### Vyznamenání
- Vyznamenání Za zásluhy o výstavbu, 1958, č. matriky 2652[23]
- Řád Vítězného února, 1973, č. matriky 11[24]
- Řád republiky, 1974, č. matriky 659[25]
- Řád republiky, 1974, č. matriky 703[25]
- Řád Říjnové revoluce (SSSR)
- Medaile Za upevňování bojového přátelství, 1981 (SSSR)
- Zlatá hvězda Hrdiny socialistické práce, 1984, č. matriky 213
- Květnový řád, Argentina

## Dílo
- Paměti a úvahy. Praha: Epocha, 2009. 360 s. ISBN 978-80-7425-026-2.
- Ještě pár odpovědí. [s.l.]: Epocha, 2011. 200 s. ISBN 978-80-7425-116-0.

Knihu Štrougal o Husákovi a jiné vzpomínky na minulost z roku 2009 Lubomír Štrougal neautorizoval.